# Jomfru Fanny
Jomfru Fanny, Fanny Enge eller egentlig Franziska Caroline Elise Enger (31. august 1805 i Aabenraa – 27. marts 1881 i Aabenraa) var en ugift syerske, som blev kendt på grund af sine spådomme, samt sin formodede fornemme herkomst. Hun boede i Persillegade 3, og hendes kniplinger findes i dag på Aabenraas kulturhistoriske museum.

## Levned
Fanny var uægte barn af skovjæger ved godset Vietow i Mecklenburg, Friedrich Enger, og den ugifte syerske fra samme gods, Christine Maria Margretha Heise (1782-1853). Moderen kom – formentlig på grund af graviditeten – i tjeneste hos amtmanden i Aabenraa, som var hendes husbonds svoger. Her blev Fanny født i 1805. Moderen og senere datteren ernærede sig som syersker, samt ved vask og strygning for byens herskaber. Moderen døde i 1853, hvorefter Fanny levede ugift i Aabenraa til sin død i 1881.

## Drømmesyner
I 1849 fremkom der beretninger om, at Fanny allerede 12 år tidligere detaljeret havde forudsagt treårskrigens komme og dens forløb. Der var angiveligt tale om, at hun havde set krigens begivenheder i drømmesyner. En beretning om hendes syner, skrevet af en i øvrigt ukendt Momme Boisen, blev trykt i Fyens Avis og kort efter udgivet i København som skillingstryk. Nogle af hendes forudsigelser blev senere overført på krigene i 1864 og 1870, samt på genforeningen i 1920. Fanny har ikke selv efterladt sig noget skriftligt, men beretninger om hendes syner er blevet nedskrevet af andre efter hendes død. Hendes forudsigelser kendes derfor kun fra sekundære eller tertiære kilder. Ved nærmere eftersyn har det vist sig, at hendes forudsigelser dels er meget upræcise og i mange tilfælde direkte forkerte, og dels senere er blevet rettet til, så de bedre passede til de faktiske begivenheder. Omvendt er det i nogle tilfælde de faktiske begivenheder, som er blevet tilrettelagt, så de passede til hendes forudsigelser. Når f.eks. kong Christian 10. i 1920 red over grænsen til Sønderjylland på en hvid hest og ikke på en brun, og når de danske tropper samme år marcherede ind i Aabenraa fra syd og ikke fra nord, var det arrangeret således, for at jomfru Fannys forudsigelser kunne gå i opfyldelse.

## Herkomst
Der opstod allerede i Fannys levetid en myte om, at hun var et førægteskabeligt barn af den senere Christian 8. og hans forlovede prinsesse Charlotte Frederikke af Mecklenburg-Schwerin. Hun har aldrig selv udtalt sig om dette. At hun skulle have kongelige aner, er med stor sikkerhed blevet tilbagevist af redaktør Morten Kamphövener i 1964. Der er heller intet, der tyder på - som myten påstår - at hun blev økonomisk støttet af hoffet i København; men det vides, at hun i sine senere år af og til modtog penge fra en lokal velhaver, formentlig af rent filantropiske grunde.

## Betydning i samtid og senere
Jomfru Fannys gravsten står på Aabenraa Kirkegård. Hendes betydning i samtiden lå først og fremmest i, at hun med sine forudsigelser var med til at holde modet oppe hos de danske sønderjyder i tiden under preussisk herredømme.
Der er skrevet flere bøger om jomfru Fanny.. Marie Thomsens bog Jomfru Fanny, som udkom første gang i 1934, og siden blev genoptrykt flere gange, har i høj grad været med til at cementere myterne omkring Fanny. Bogen blev under besættelsen forbudt af tyskerne, men alligevel solgt under dæktitlen Håndbog i Kaninavl. Jomfru Fanny har desuden givet navn til et sønderjysk bigband, og Anders Koppel har skrevet en lille kantate om hende.

## Eksterne link
- Fannys Spaadom (Webside ikke længere tilgængelig). Forside til skillingstryk fra 1849